# Myopathie myotonique proximale
La myopathie myotonique proximale ou dystrophie myotonique type 2 se caractérise par une myotonie chez 90 % des personnes atteintes et des troubles musculaires (douleur, faiblesse et raideur) chez 80 % des personnes atteintes. Les autres signes sont des troubles de la conduction cardiaque, une cataracte postérieure, un diabète insulino-résistant et une insuffisance testiculaire. Cette pathologie est rarement responsable de troubles graves.
Les premiers signes apparaissent typiquement vers 30 ans et surviennent par épisodes, associés à des douleurs musculaires et des faiblesses des muscles fléchisseurs du cou et des doigts. Une atteinte des muscles extenseurs du coude et de la hanche est possible. Les atteintes des muscles de la face et de la cheville sont beaucoup plus rares.
Cette pathologie est en rapport avec une expansion de la séquence des acides nucléiques CCTG localisés sur l'intron 1 du gène CNBP. Le nombre de répétitions va de 75 à 11 000.

## Sources
- (fr) Dystrophie myotonique de type 2 AFM
- (en) Joline C Dalton, Laura PW Ranum, John W Day, MD, Myotonic Dystrophy Type 2 In : GeneReviews at GeneTests: Medical Genetics Information Resource (database online). Copyright, University of Washington, Seattle. 1997-2006. .